# Konrad Seidl
Konrad Seidl (* 26. November 1824 in Zebus, Böhmen; † 23. Dezember 1884 in Marburg) war Gutsbesitzer und Abgeordneter zum Österreichischen Abgeordnetenhaus.

## Leben
Konrad Seidl war Sohn des Herrschaftsinspektors Josef Seidl († 1842). Nach dem Besuch von 5 Jahren Gymnasium trat er im April 1844 in die Armee als Unterkanonier ein. Schon im August 1844 wurde er Kanonier und im Dezember 1844 Bombardier im Bombardier-Corps. Im Jahr 1846 war er Gemeiner in einem Infanterieregiment, im Juni 1848 Korporal, im August 1848 Unterleutnant, 1854 Oberleutnant und 1859 Hauptmann. Im Jahr 1860 wurde er außer Dienst gestellt. Er war auch Gutsbesitzer in Gams bei Marburg.
Konrad Seidl war römisch-katholisch und ab 1854 verheiratet mit Katharina Gruber, mit der er einen Sohn hatte.
Er war von 1869 bis 1878 Mitglied im steiermärkischen Landtag (II., III. und IV. Wahlperiode). Er war auch Obmann der Bezirksvertretung Marburg und Bürgermeister von Gams bei Marburg.

## Politische Funktionen
Konrad Seidl war von 1870 bis 1879 Abgeordneter des Abgeordnetenhauses im Reichsrat (III., IV. und V. Legislaturperiode), Kronland Steiermark.
Während der III. und IV. Legislaturperiode war er für die steirischen Landgemeinden Cilli, Franz, Oberburg, Erlachstein, Tüffer, Gonobitz, Windischgratz, Schönstein, Mahrenberg, Marburg, Windischfeistritz, St. Leonhard, Luttenberg, Friedau, Oberradkersburg, Pettau, Rohitsch, Rann, Drachenburg und Lichtenwald zuständig.
Während der V. Legislaturperiode war er für die Wählerklasse Landgemeinden 7 (Marburg, Windisch-Feistritz, Gonobitz, Windischgratz, Mahrenberg) verantwortlich.

## Klubmitgliedschaften
Konrad Seidl war ab Ende April 1871 im Klub der äußersten Linken, ab dem 17. Januar 1872 im Klub der Verfassungspartei und ab 1873 im Fortschrittsklub.